# Kattenburg (Amsterdam)

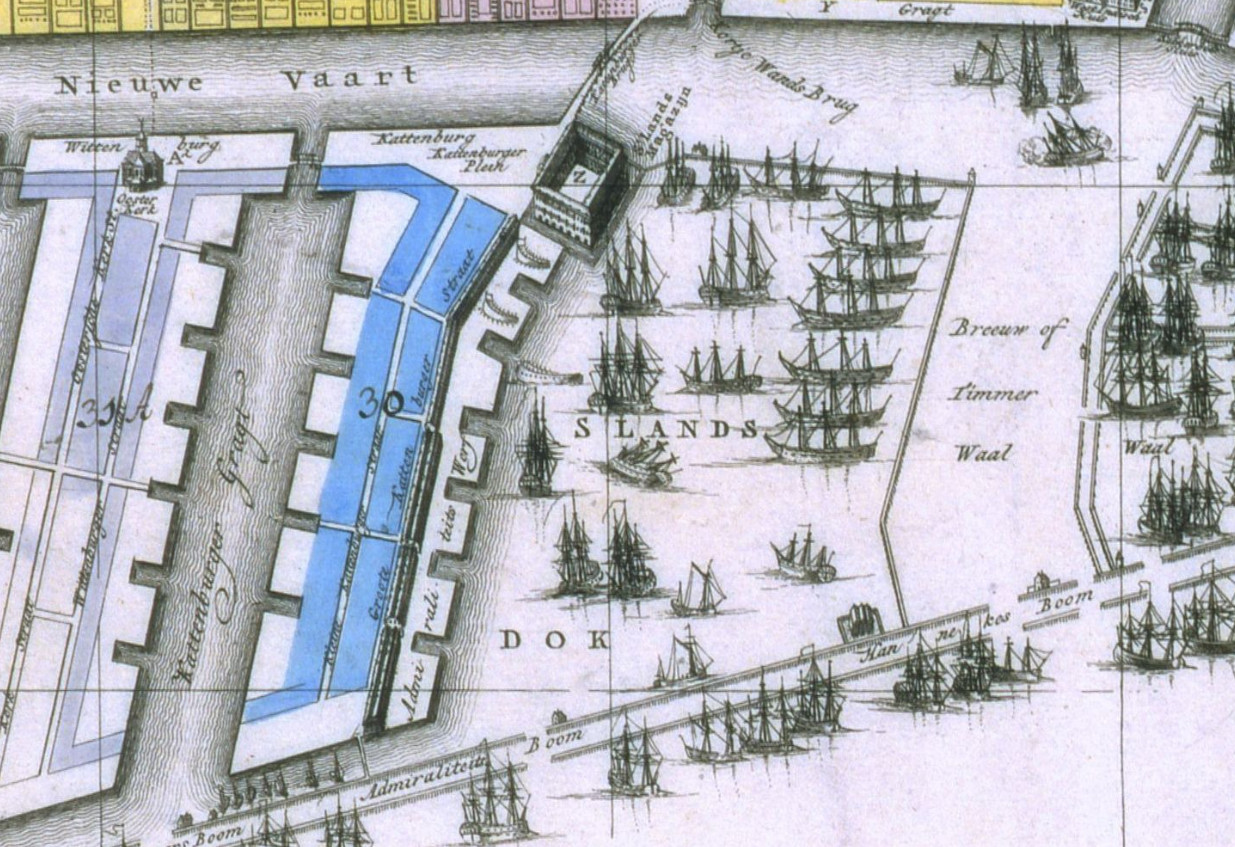
1776: plattegrond van 's Lands Werf, het Zeemagazijn en het Dok op Kattenburg; uitsnede uit de stadsplattegrond van Mortier Covens en Zoon (het zuiden is boven).

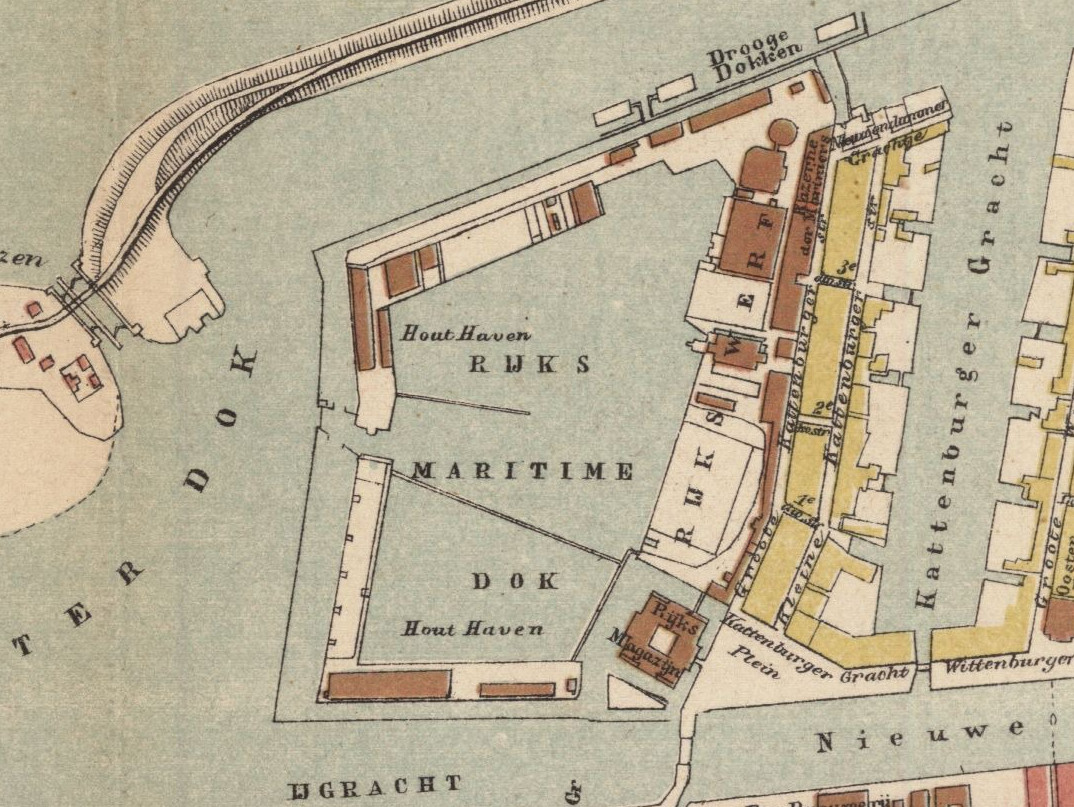
's Lands werf en dok, 1875 (het noorden is boven).

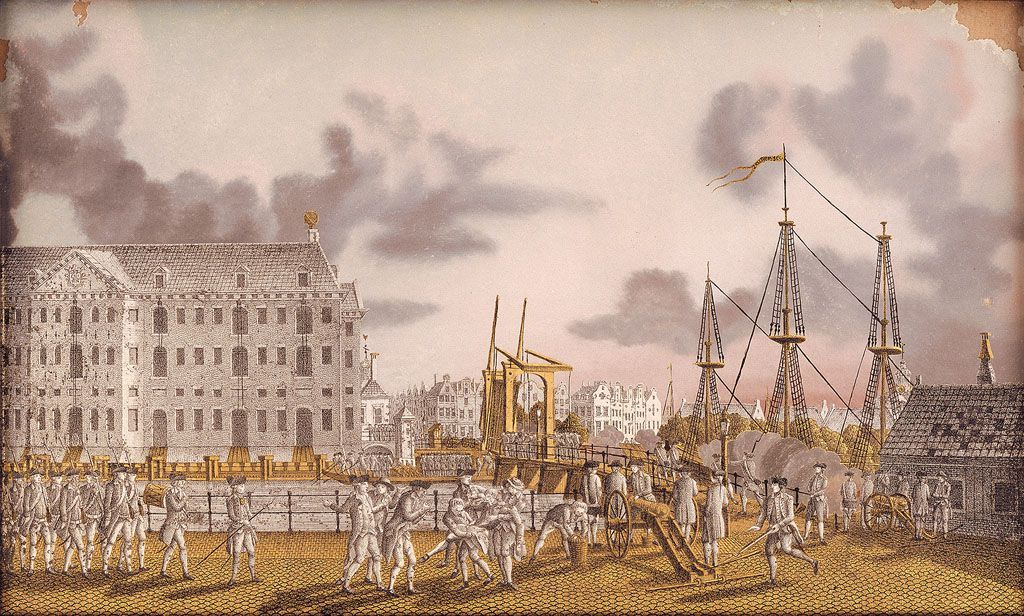
30 Mei 1787: strijd tussen patriotten en de Oranjegezinden, de zog. 'Bijltjes' (zijn de scheepstimmerlieden van Kattenburg); de Bijltjes hebben de brug opgehaald ter bescherming.

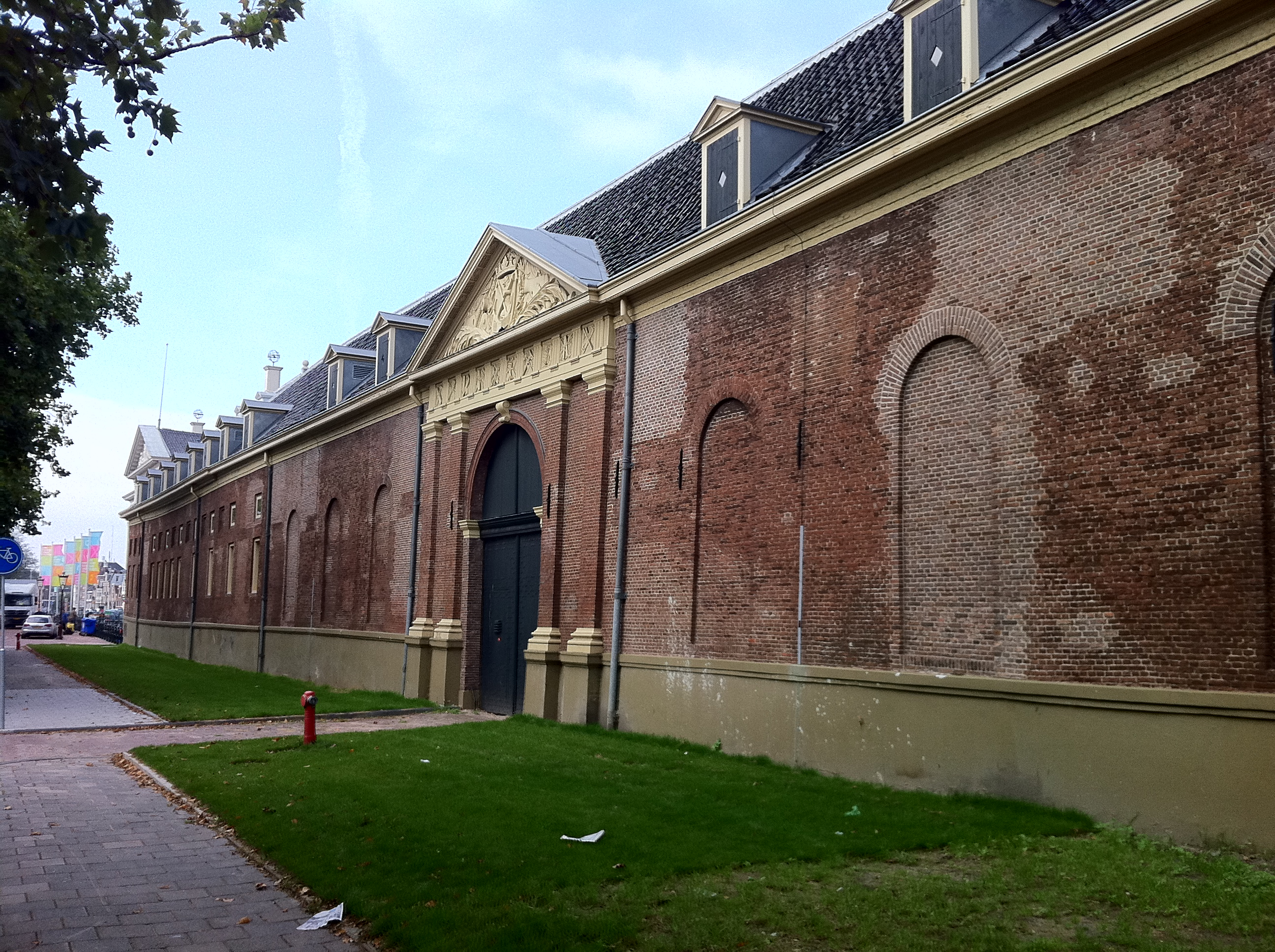
Resterende bebouwing van 's Lands Werf, gebouwd in de 17e eeuw.

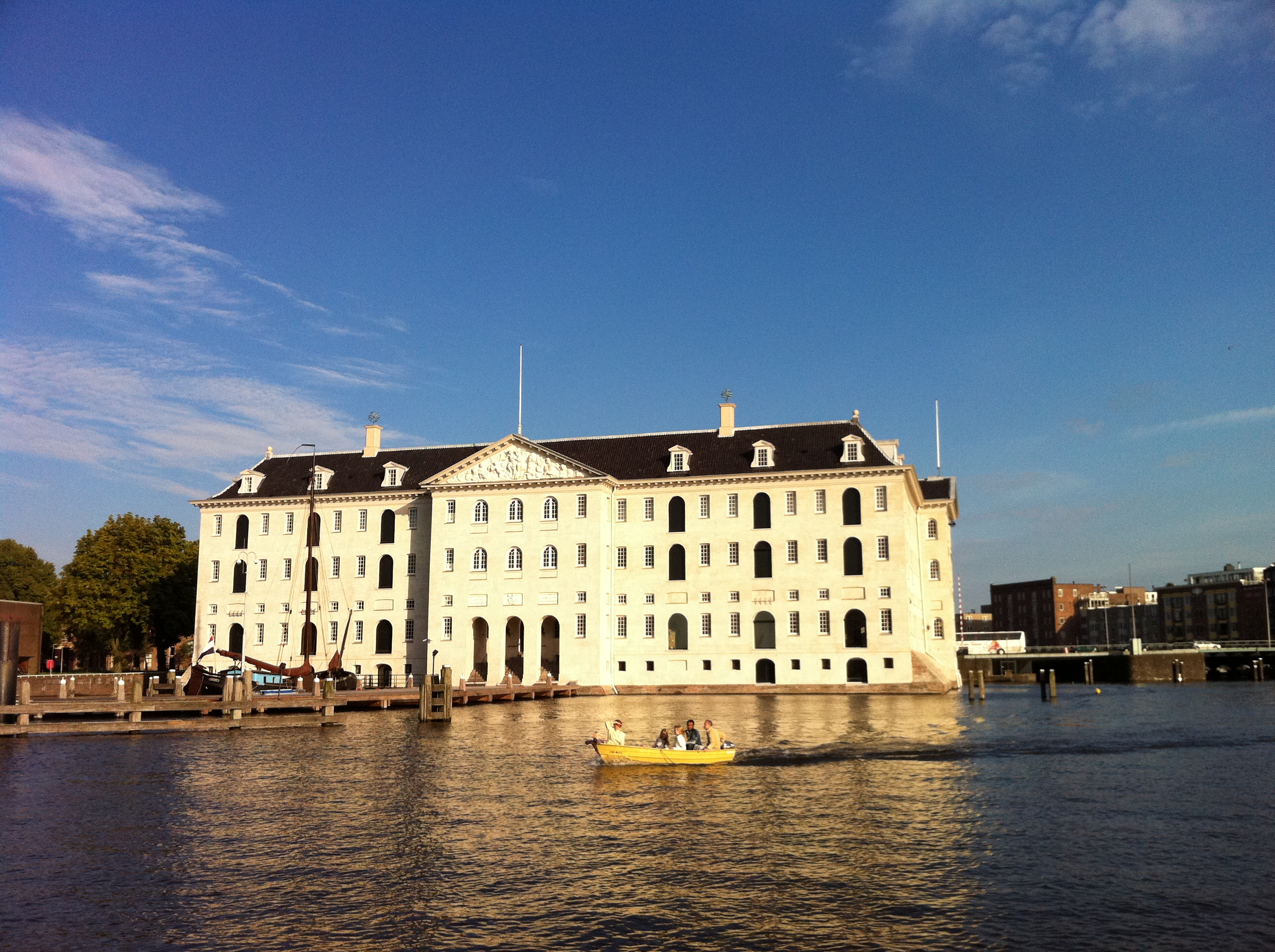
's Lands Zeemagazijn, gebouwd in 1655, sinds 1973 het Nederlands Scheepvaartmuseum, na de renovatie; juli 2011.

Kattenburg is het meest westelijke van de drie Oostelijke Eilanden in Amsterdam die in de tweede helft van de 17e eeuw in het IJ werden aangeplempt. Een verklaring voor de naam Kattenburg is gelegen in het feit dat hier ooit een kat was, een verdedigingswerk. Dit is nog steeds zichtbaar in de knik van de Kattenburgerstraat die vanaf het Kattenburgerplein langs het Marine Etablissement loopt. De combinatie van 'kat' en 'burg' maakte samen de naam ‘Kattenburg'.
Aan de westzijde van de oude binnenstad van Amsterdam worden de buurten langs de IJ-oever 'eiland' genoemd zoals de Westelijke Eilanden Bickerseiland, Prinseneiland en Realeneiland; aan de oostkant van de binnenstad zijn aan de zuidoever van het IJ diverse eilanden door aanplemping en ophoging ontstaan met de uitgang 'burg', zoals Rapenburg, Uilenburg, Valkenburg, Vlooienburg, Kattenburg, Wittenburg en Oostenburg, Zeeburgereiland en het meest recente: IJburg.

## Geschiedenis

### Ontstaan van Kattenburg
Tot halverwege de zeventiende eeuw waren de Oostelijke Eilanden een moerassig buitendijks gebied. In het zuiden was het gebied begrensd door een zomerdijk, de Cadijck geheten; in het noorden begrensd door het IJ. Vanaf het einde van zestiende eeuw kende Amsterdam een ongekende groei. Niet alleen economisch, ook de stad zelf breidde voortdurend uit, en ook de haven. Eind zestiende eeuw was de Lastage al bij de stad gevoegd en werden de eilanden Rapenburg, Uilenburg en Valkenburg (Marken) aangeplempt. Als laatste werd tegenover de Lastage in 1634 het Waalseiland aangelegd. Op het Waalseiland was geen plek voor pakhuizen of bedrijvigheid, het werd een rustige plek voor de gegoede burgerij.
In 1641 werd het plan vastgesteld om in het IJ een eiland aan te leggen dat als golfbreker en fortificatie van de onbeschermde Waal zou gaan dienen. Dit nieuwe bolwerk, het Nieuwe Eylandt, zou komen ter hoogte van het huidige Kadijksplein. Voordat dit echter klaar was werd het naar het noorden al weer uitgebreid met een tweede bolwerk, dat in eerste instantie 'Het Nieuwe Hooft' heette. Door verdere aanplempingen rondom dat bolwerk ontstond er uiteindelijk een eiland dat de naam Cattenburgh kreeg.
Door de aanleg van nieuwe bolwerken om de gehele toenmalige stad werd het bolwerk op Kattenburg al snel overbodig. Dit werd de aanleiding om in 1654 toestemming te geven tot de aanleg van houtwallen en scheepswerven op de aangeslibde grond tussen het niet meer functionerende bolwerk en het aangrenzende buitendijkse land. Een half jaar later al werd het bolwerk zelf ontmanteld en in 1655 was het gehele eiland in gebruik door scheepswerven. De scheepsbouw zou tot in de twintigste eeuw Kattenburg blijven domineren. AI vanaf het begin werden er vanaf 1655 niet alleen werven aangelegd, maar ook woningen gebouwd voor de vak- en werklieden.
In 1656 kreeg de Admiraliteit in ruil voor 'hun' Uilenburg en Rapenburg, het onverhuurde en bouwrijpe gebied van Kattenburg; ze bouwde hier in 1655-1656 's Lands Zeemagazijn (sinds 1973 het Nederlands Scheepvaartmuseum), naar een ontwerp van stadsbouwmeester Daniël Stalpaert. Het was voor die tijd een indrukwekkend gebouw en inspireerde Joost van den Vondel tot zijn lofdicht "Zeemagazijn gebouwt op Kattenburgh t'Amsterdam" en opgedragen "aen de weledele en mogende Heeren Zeeraed ter Admiraliteit in de gemelde stad". De ontwikkeling van Kattenburg werd hierna eeuwenlang gedomineerd door de Admiraliteit - later overgegaan in het Marine Etablissement. Ze breidde haar complex stapje voor stapje uit naar het noorden, waardoor uiteindelijk de karakteristieke langgerekte structuur van Kattenburg is gegroeid. Er werden op de werven van de Admiraliteit veel oorlogsbodems gebouwd. Vrij snel erna kwam er een grote werf, 's Lands zeewerf. In de periode tot de opheffing van de Admiraliteit in 1795 werden er ruim 500 schepen gebouwd, waaronder de Hollandia van admiraal Tromp en de kanonneerboot van Van Speyk.
Aan de oostzijde, langs de Kattenburgervaart, ontstonden veel particuliere werven; de vele arbeiders die hier werkten vonden onderdak in de woningen op Kattenburg. Kort na 1660 werd het eiland al volgebouwd, met krappe huizen en smalle straten als gevolg. In de lengte van het eiland lagen twee evenwijdige smalle straten, de Grote Kattenburgerstraat en de Kleine Kattenburgerstraat. Ook het enkele jaren later aangelegde naastgelegen eiland Wittenburg (vanaf 1662-1663) heeft deze typische langwerpige structuur: werven langs de kaden en smalle straten en opeengepakte, smalle bouwblokken met kleine huizen; vaak zonder binnenterrein in het midden. Langs deze werven werden bovendien stroken met woningen gebouwd, vaak in opdracht van de werfeigenaren zelf. De meeste bewoners van Kattenburg vonden hun werk op de werven en waren dus ambachtslieden; zij hadden ook als bijnaam de 'Bijltjes' - genoemd naar het voornaamste gereedschap in de scheepsbouw van houten schepen. Toen de marine de werf in de 19e eeuw overnam, volgde er een reorganisatie maar het bleef wel een werf voor de bouw van oorlogsschepen.
Vanaf circa 1660 was Kattenburg met één brug verbonden met de rest van de stad, de Kattenburgerbrug. In 1878 kwam er ook aan de noordkant een brug, de Mariniersbrug over de Dijksgracht. Ten noorden van deze brug lag van 1882 tot 1897 de stopplaats Kattenburgerbrug aan de Oosterspoorweg.

### 18e eeuw
Een groot deel van de Kattenburgers was oranjegezind. Toen in mei 1787 het stadsbestuur van Amsterdam door patriotten naar huis gestuurd werd, kwamen inwoners van Kattenburg in opstand. Zij trokken op 29 mei 1787 de dubbele ophaalbrug naar Kattenburg op en plunderden huizen en winkels van patriotten op het eiland. Na enige schermutselingen ('de slag om de Kattenburgerbrug'), waarbij in elk geval twee doden vielen, wisten de patriotten op 30 mei de brug weer neer te laten. Hierop volgde Bijltjesdag waarbij de huizen en herbergen van orangisten geplunderd en vernield werden. Enkele maanden later, in september 1787, werd Amsterdam belegerd door het Pruisische leger en kwam ook Kattenburg weer onder een 'oranjegezind' bewind.
In 1791 brandde het Zeemagazijn af en bleven alleen de stenen muren over. Het werd binnen twee jaar opnieuw opgebouwd, waarbij de zwartgeblakerde bakstenen muren werden bepleisterd, zodat ze eruitzien alsof ze uit zandsteen zijn opgetrokken. Na het faillissement in 1795 van de Admiraliteit werd het Zeemagazijn eigendom van de marine en haar opslagplaats voor kleding en levensmiddelen.

### 19e eeuw
In 1867 werd de werf geschikt gemaakt voor de bouw van ijzeren schepen. In 1909 werd het laatste schip, De Zeven Provinciën, te water gelaten; in 1915 was de definitieve opheffing van de werf.
Met de intrede van de stoomschepen, later voorzien van dieselmotoren, veranderde de scheepvaart drastisch. De schepen werden groter en het Ooster- en Westerdok werden te klein. De Nieuwe Vaart werd toegewezen als laad- en losplaats van schepen die op de Zuiderzee voeren. Het aanzicht van de Nieuwe Vaart veranderde daarmee drastisch: een verbreding van de kade langs de zuidkant van de Oostelijke Eilanden met de bouw van opslagloodsen en stoomkranen. In 1878 werd er een spoorwegemplacement aangelegd. Dit was het emplacement Oostenburgergracht. In 1884 kreeg de buurt een paardentramverbinding naar het Kadijksplein.
Hierdoor werd de buurt weer een belangrijk havenkwartier, maar langzamerhand hadden de eilanden als werfgebied toch hun langste tijd gehad. De werven verdwenen en de ruimte die vrij kwam werd volgebouwd met nog meer smalle, langgerekte bouwblokken. Deze blokken waren weliswaar iets ruimer van opzet en hadden wel binnenterreinen, maar de panden bleven echter erg krap en de etages vaak door meerdere families bewoond. Aan het eind van de negentiende en begin twintigste eeuw kwamen er enkele vernietigende rapporten uit over de woontoestanden op de Oostelijke Eilanden, waarbij de kelderwoningen het meest schrijnend waren door hun vocht. Ondanks de invoering van de woningwet in 1902 zou het nog lang duren voor hier een eind aan zou komen.

### 20e eeuw
Door aanplemping van een deel van de Kattenburgervaart en het Marinedok vergroeide een gedeelte van Kattenburg in de 20e eeuw steeds meer met het marine-etablissement. Kattenburg kende een indeling met een drietal lange straten in de lengte, van west naar oost de Grote Kattenburgerstraat, Kleine Kattenburgerstraat en de Kattenburgerkade die liepen van het Kattenburgerplein aan de zuidkant naar het Mariniersplein aan de noordkant. Deze werden gekruist door korte straten, de 1e, 2e en 3e Kattenburgerdwarsstraten. Daarnaast bestond nog de Kattenburgertusschenstraat. Op het overige deel van Kattenburg bleven de bewoning en de kleine bedrijfjes tot in de 20e eeuw gehandhaafd.
Van 1906 tot 1913 reed tramlijn 7 en daarna tot 1932 tramlijn 18 door Kattenburg van de Kattenburgerbrug (brug 274) via het Kattenburgerplein en de Kattenburgerkade tot aan het Mariniersplein. In 1932 verdween de tram uit de buurt, die door de economische recessie zwaar was getroffen. Pas in 1980 kreeg de buurt weer openbaar vervoer door de Kattenburgerstraat, in de vorm van een buslijn, eerst bus 29 en tot 2023 bus 43. Sindsdien rijdt er in de wijk zelf geen openbaar vervoer meer.
In 1928 kwam het vierkante gebouw van het Zeemagazijn op de voorlopige monumentenlijst. Na lang onderhandelen met gemeente en Marine werd er in 1973 Nederlands Scheepvaartmuseum in gevestigd. Tussen 2007 en 2011 vond er een grootscheepse renovatie plaats, waarna het geheel vernieuwde museum op 2 oktober 2011 weer voor het publiek werd geopend.

### Sloop en nieuwbouw
Op oude foto's van Kattenburg had de buurt veel weg van een vergelijkbare zeventiende-eeuwse Amsterdamse volksbuurt, de Jordaan. Alleen was de verpaupering op Kattenburg groter. Voor 1940 stond al 13 procent van de huizen leeg door ernstige verkrotting. In februari 1953 werd het 'Wederopbouwplan' door de gemeenteraad aangenomen. Zeven buurten, waaronder Kattenburg, Wittenburg en Oostenburg, zouden geheel worden vernieuwd. Volgens deze plannen werden tussen 1962 en 1968 alle huizen op Kattenburg gesloopt en werd het historische stratenpatroon volledig gewist. De (Grote) Kattenburgerstraat werd verbreed tot een brede doorgaande weg voor autoverkeer, de overige straten verdwenen geheel. Er voor in de plaats kwamen de namen Bijltjespad, Kattenburgerhof, Leeuwenwerf, Olifantswerf en Ravenwerf. Op Kattenburg verrezen in de jaren zeventig door Dick Apon naar het tuinstadsidee ontworpen nieuwbouwflats. Veel bewoners van Kattenburg verhuisden naar andere delen van de stad. Sommigen kregen zolang elders een woning en keerden terug in de nieuwbouwwoningen.
Op Kattenburg was in de jaren zestig vrijwel geen verzet geweest tegen de nieuwbouwplannen, waar dat later, in de jaren zeventig, in de Jordaan en in de Dapperbuurt wel het geval was. Kattenburg kende een door de CPN gedomineerd bewonerscomité dat samen met de gemeente Amsterdam streefde naar het opruimen van de krotten en de bouw van fatsoenlijke woningen. Het vroeger levendige Kattenburg, met winkels, werkplaatsen en cafés, was na de oplevering van de nieuwbouw in 1976 een stille woonwijk geworden met galerijflats met parkeergarages, omringd door groenstroken. De voorzieningen bestonden uit een kleine supermarkt, een buurthuis en een kinderdagverblijf. Aanvankelijk had het stadsbestuur de grote drie- en vierkamerwoningen voor de middenklasse bestemd, maar het bewonerscomité Kattenburg eiste dat de voormalige bewoners konden terugkeren. Naast oude Kattenburgers kwamen er ook bewoners van het naburige Wittenburg toen daar in de jaren zeventig ook het grootste deel van de oude bebouwing werd gesloopt.
De gereconstrueerde geveltjes aan het Kattenburgerplein herinneren aan de historische bebouwing. De gevelwand van deze panden is ontworpen door Theo Rouwhorst van het Amsterdamse Bureau Monumentenzorg en is geïnspireerd op de bebouwing die vroeger op Kattenburg stond. Het ontwerp kreeg kritiek van enkele historici, die de reconstructie als een falsificatie beschouwden.
Sinds 1968 vormt de Kattenburgerstraat een drukke doorgaande route. De straat is via de Mariniersbrug (brug 272) over de Dijksgracht en een spoorwegonderdoorgang verbonden met de Piet Heinkade. De Kattenburgergracht is een van de toevoerwegen vanuit het Centrum naar de Piet Heintunnel. De doorgaande route vanaf het Centraal Station naar Oost, de in 1952 aangelegde Eilandenboulevard, waar de Kattenburgergracht een onderdeel van is, in 2019 opnieuw ingericht.

### Het vernieuwde Kattenburg
Kattenburg stond eind jaren zeventig en begin jaren tachtig bekend om de strijd van de bewoners tegen hoge huren. Marie Altelaar, voorzitter van het bewonerscomité Kattenburg, was de drijvende kracht achter de meer dan vijftien jaar durende huurdersactie. De huurprijs van de nieuwbouwwoningen op Kattenburg was namelijk hoger dan eerder beloofd. De bewoners hielden uit protest maandelijks een bedrag in op de huur. De actie veroorzaakte een langdurig conflict met de gemeente en de woningbouwverenigingen "Onze Woning" en "Rochdale". Het leidde tot rechtszaken. De woningbouwvereniging dreigde met uitzetting van de huurders, maar een vonnis van 19 september 1986 voorkwam dat. Het huurdersactivisme van de jaren '70 en '80 werd tussen 2007 en 2010 gememoreerd in een triomfboog op de Kattenburgerkruisstraat.
In 2013 ontstond op de Oostelijke Eilanden en Kadijken het actiecomité "Stop de Uitverkoop" dat zich richtte tegen de verkoop van huurwoningen door de woningbouwcorporaties. Zij bereikten een resultaat. De Amsterdamse gemeenteraad besloot in 2016 dat op Oostenburg-Noord het aandeel sociale woningbouw wordt verhoogd van 14 naar 20 procent.

## Oude en recente foto's van Kattenburg

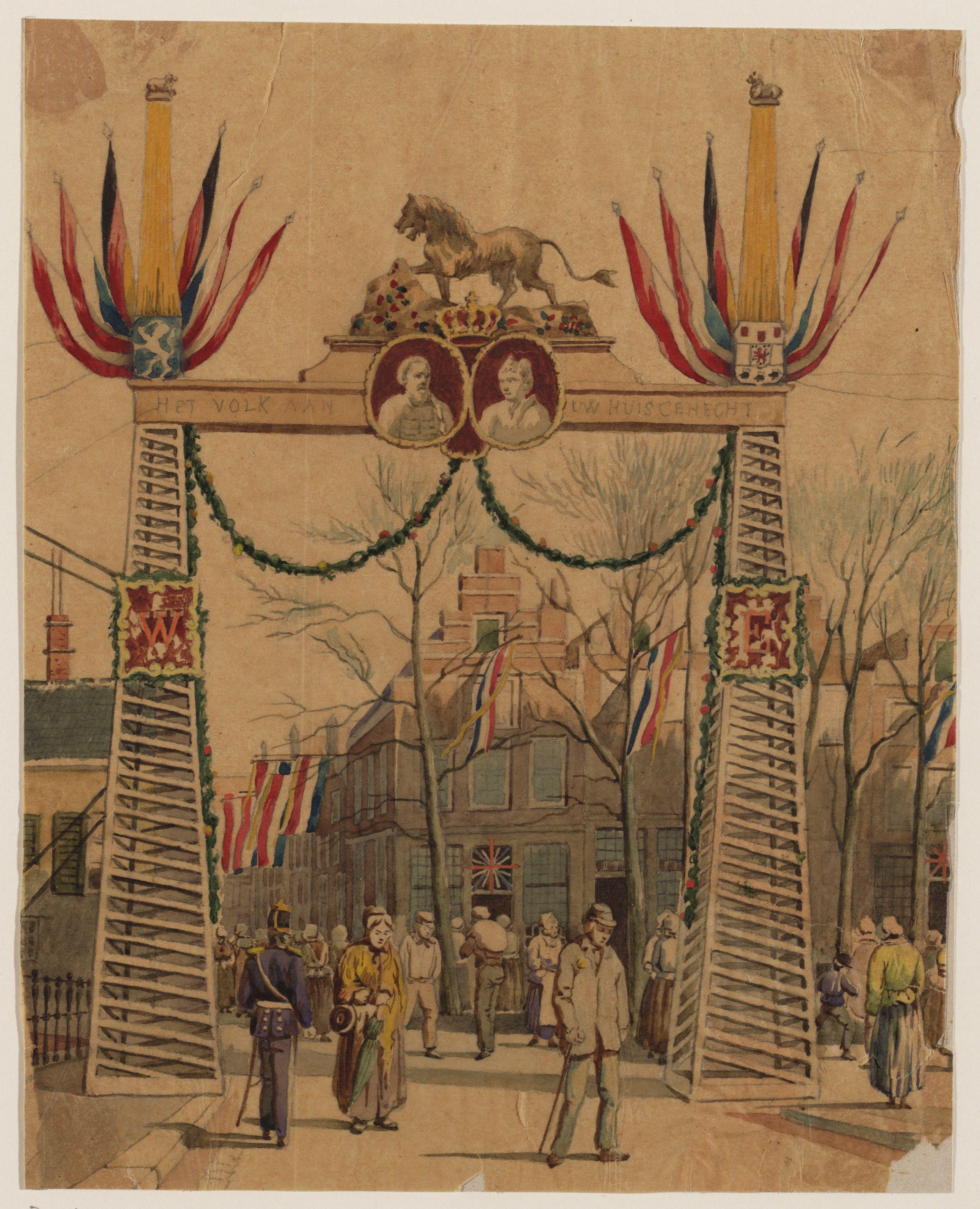
Versiering op het Kattenburgerplein voor het huwelijk van Koning Willem III en koningin Emma in 1897
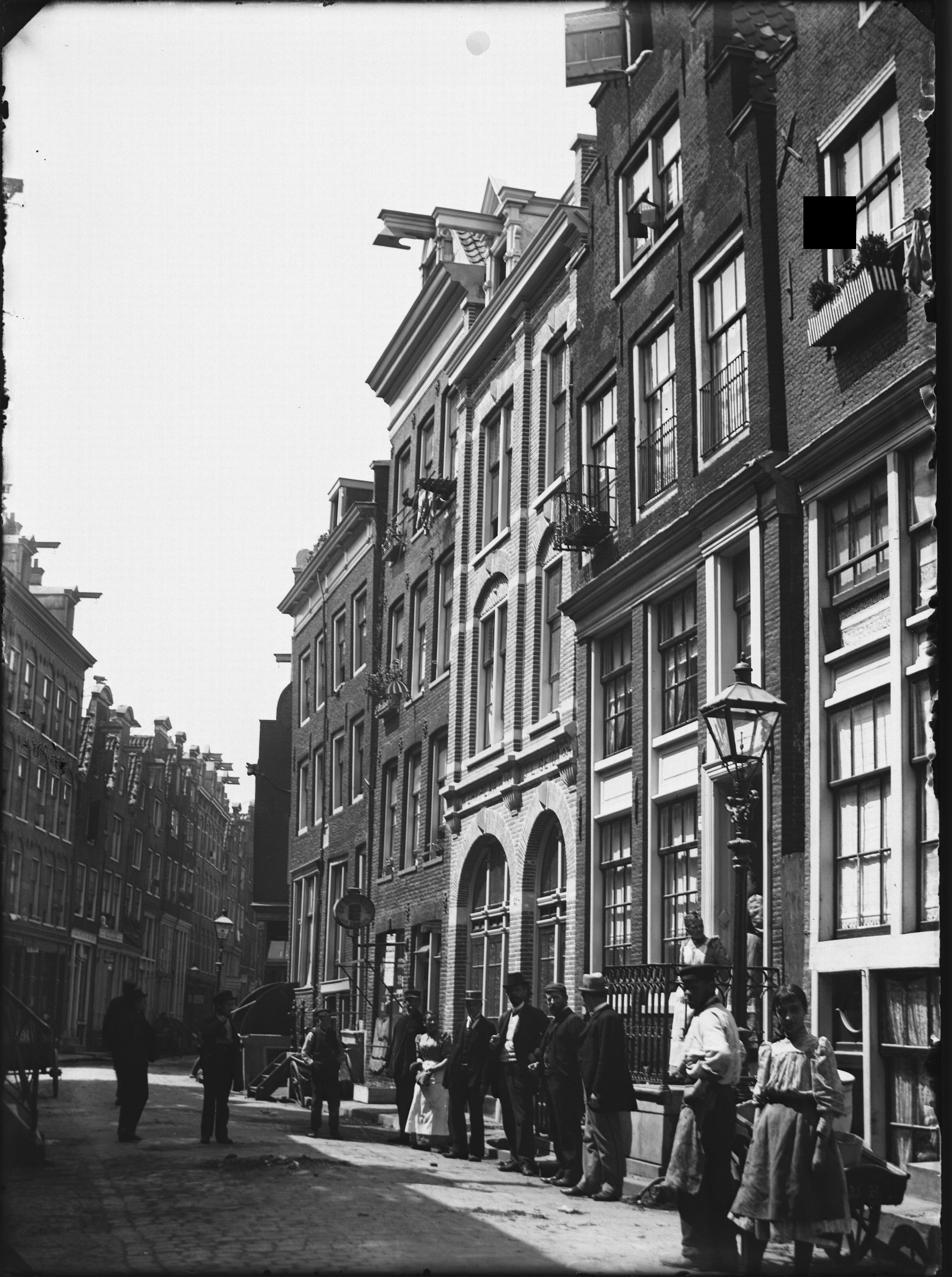
De Kleine Kattenburgerstraat; foto van Jacob Olie (ca. 1894)
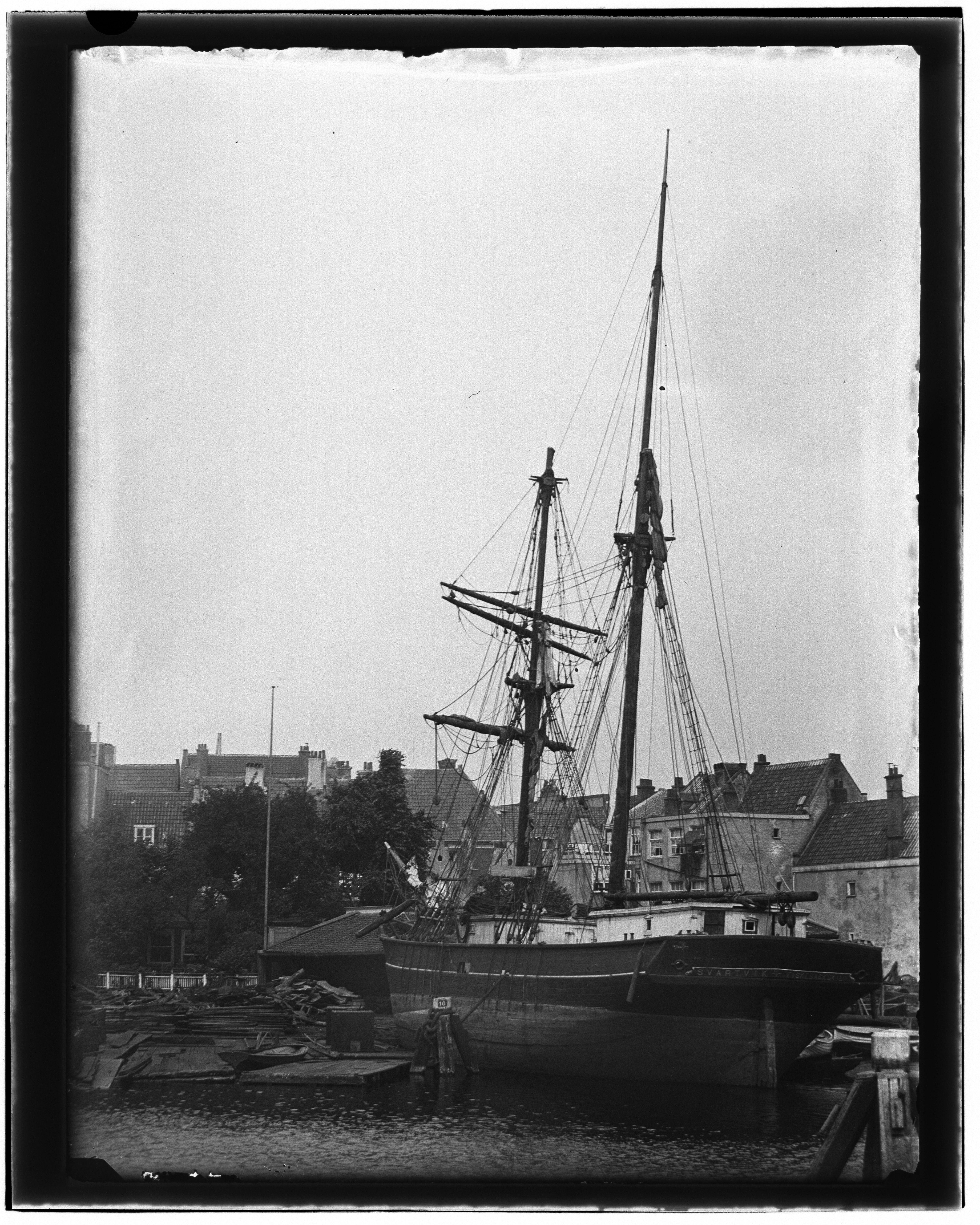
De Kattenburgervaart en de Scheepswerf E.J. Bok en Zonen, met zeilschip 'Svartvik'; foto van Jacob Olie (1895)
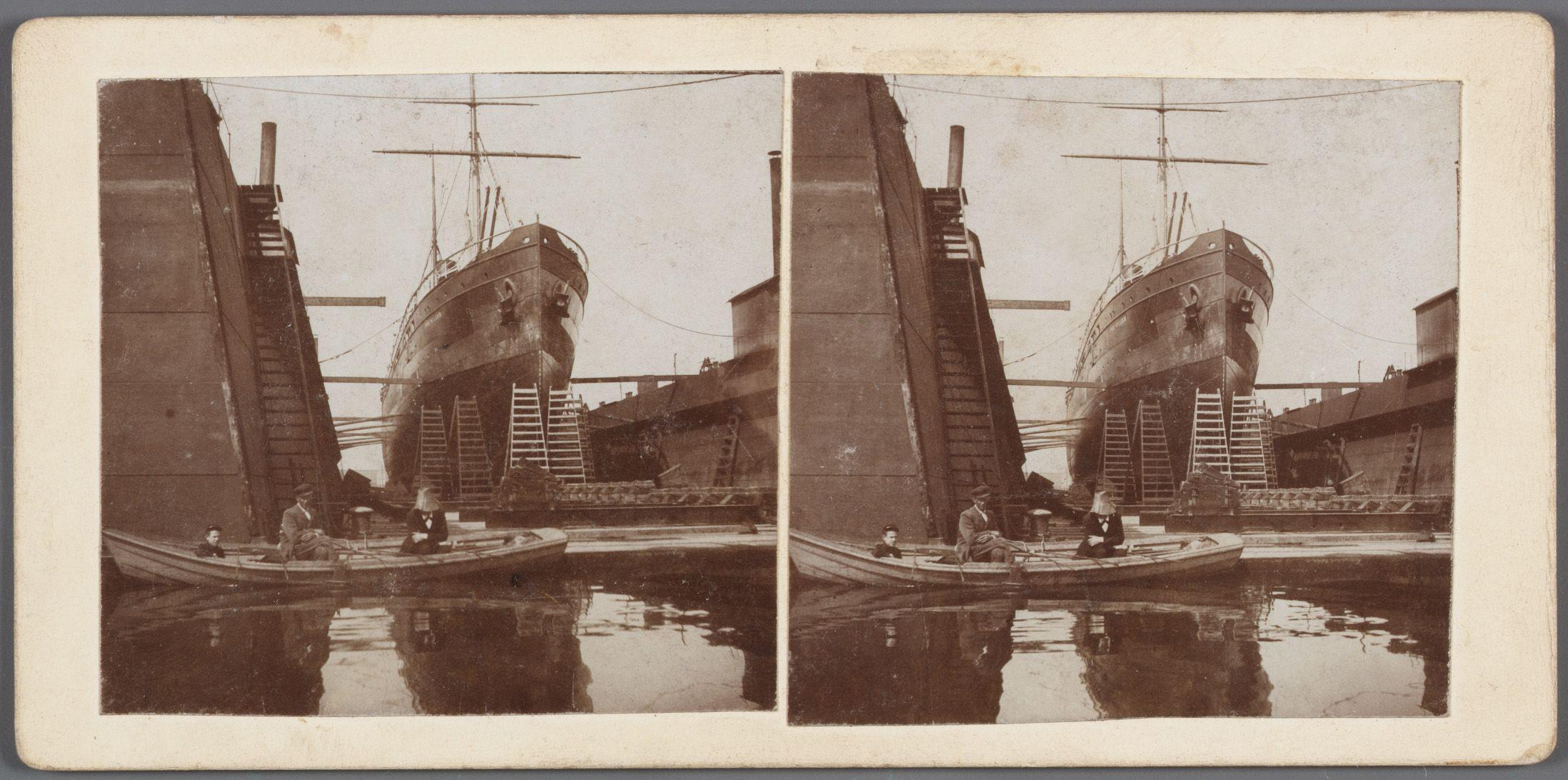
Schip in Koninginnedok op de Marinewerf (circa 1900)
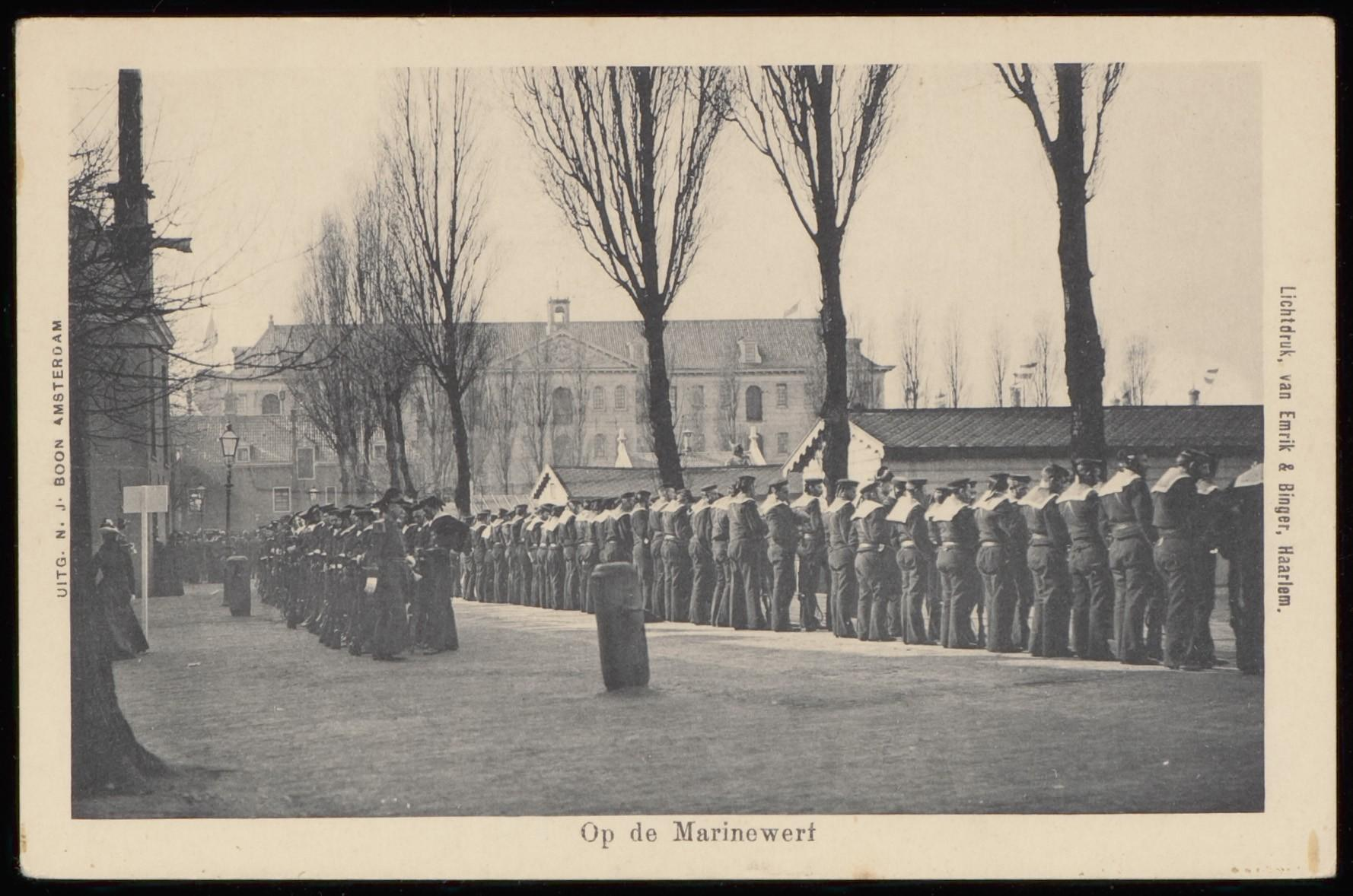
Het Marine-etablissement tijdens een bezoek van Koningin Wilhelmina en prins Hendrik (circa 1900)
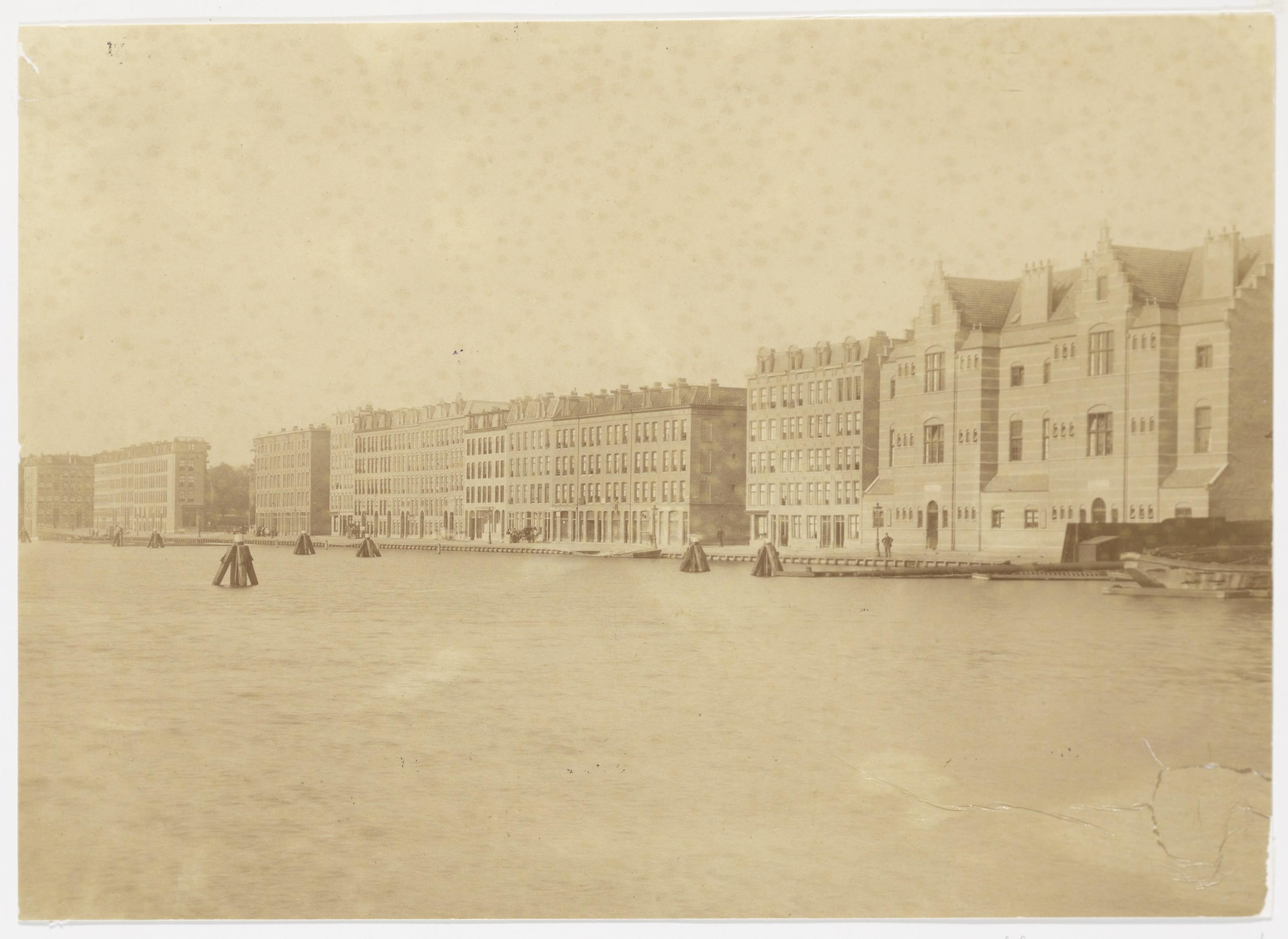
Kattenburgerkade 2-40 (v.l.n.r.), op de voorgrond de Kattenburgervaart (circa 1905)
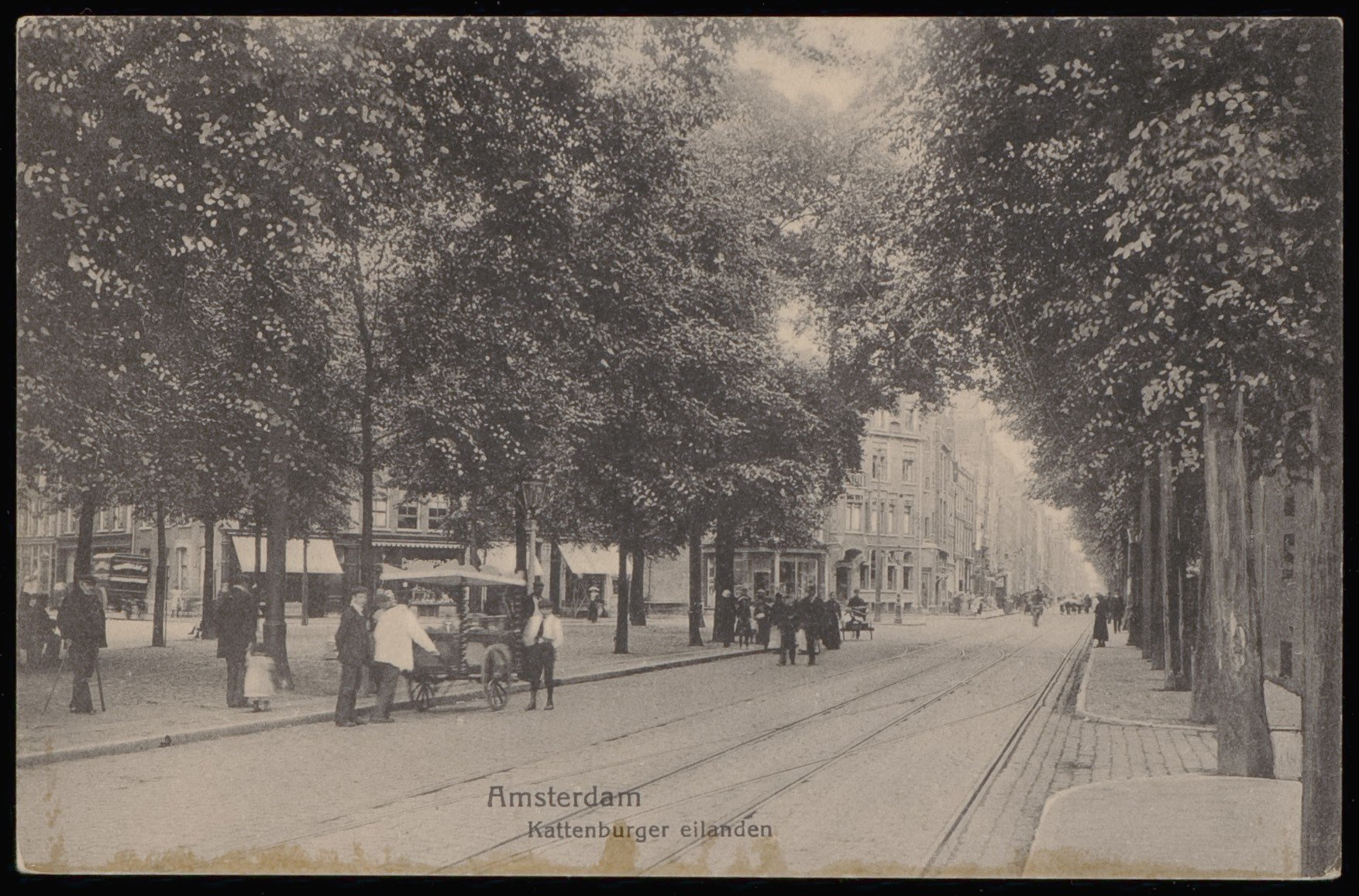
Het Kattenburgerplein, gezien richting Oostenburg en Wittenburg (circa 1910)
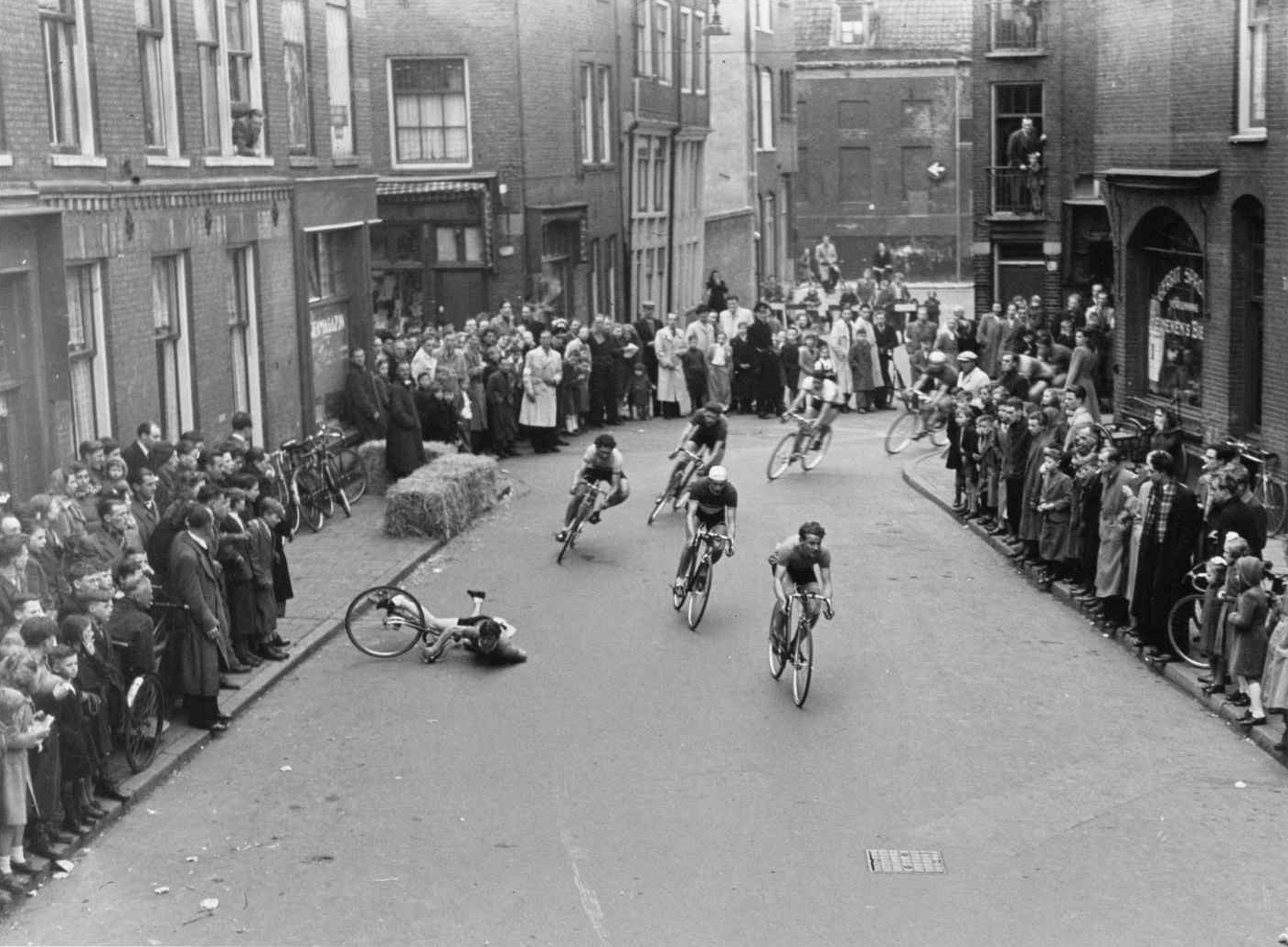
De jaarlijkse Ronde Van Kattenburg (1950)
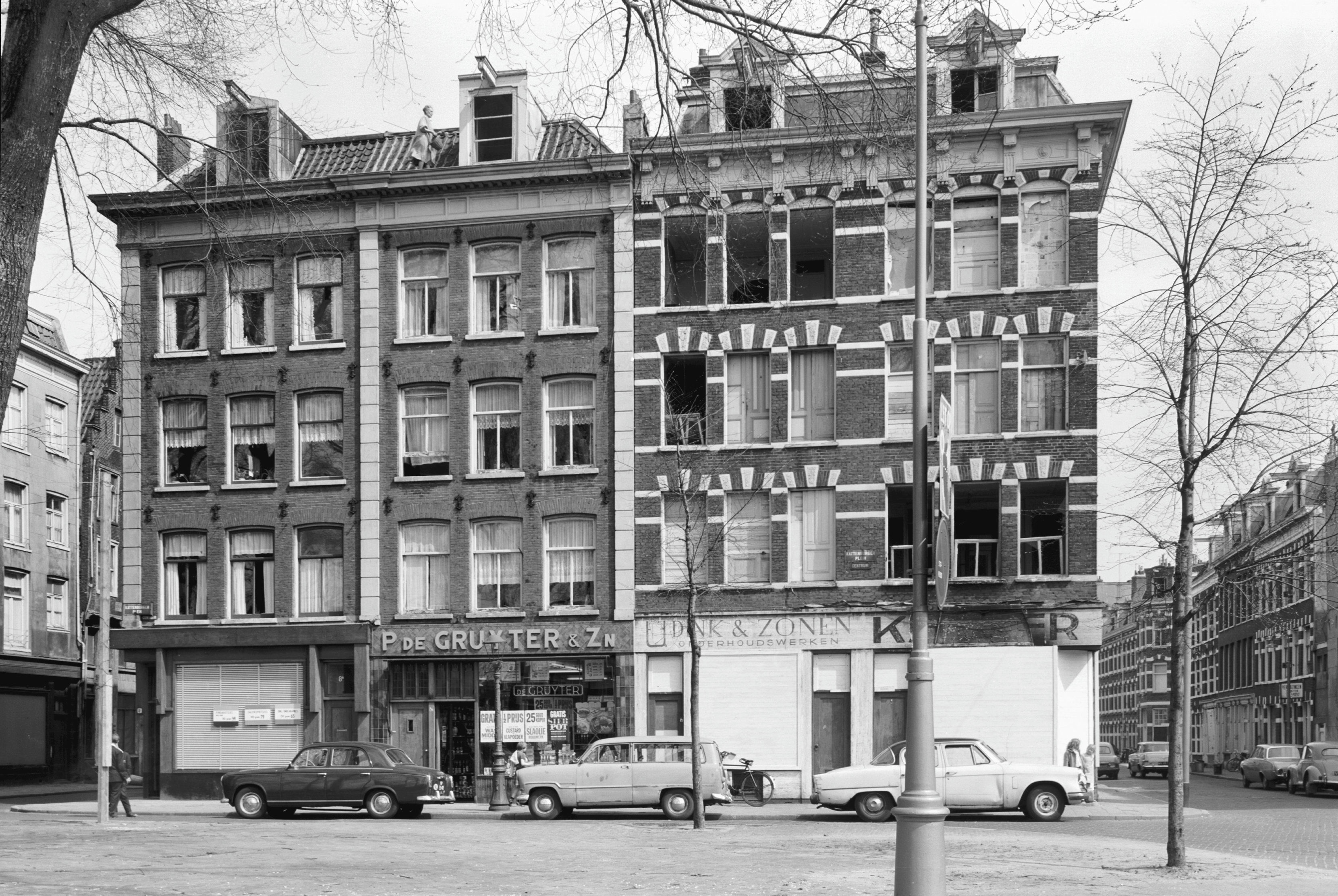
Kattenburgerplein voor de sloop (1964)
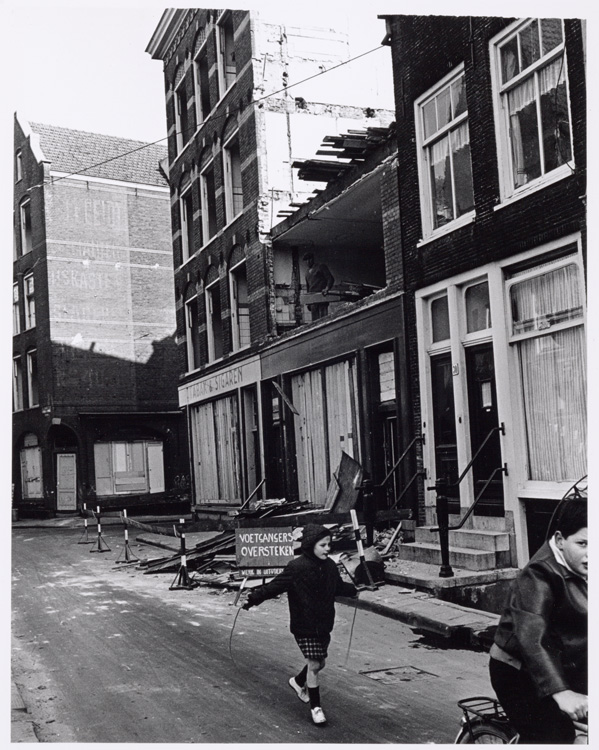
Sloop op Kattenburg (Maart 1964)
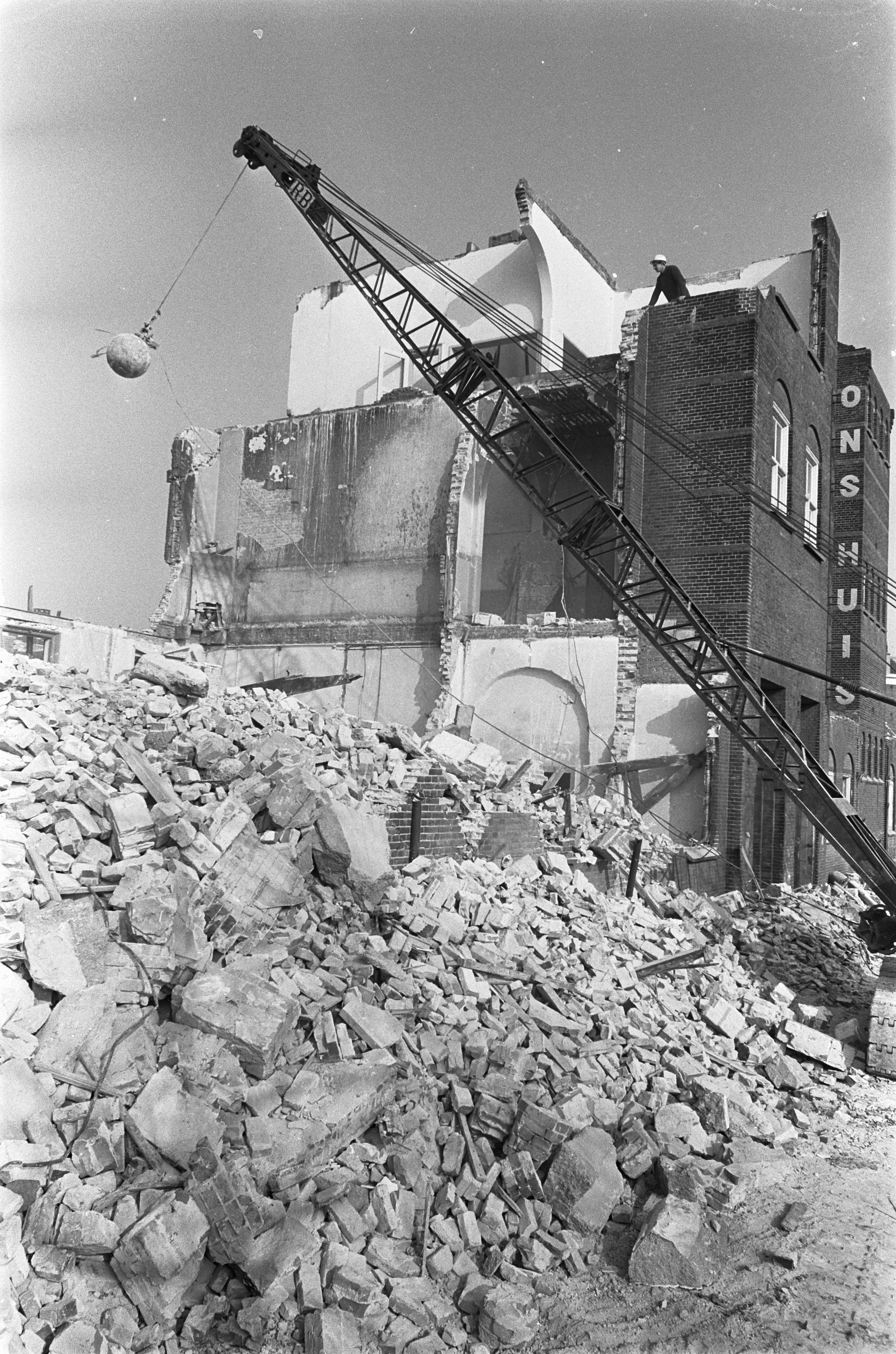
Sloop van buurthuis 'Ons Huis'
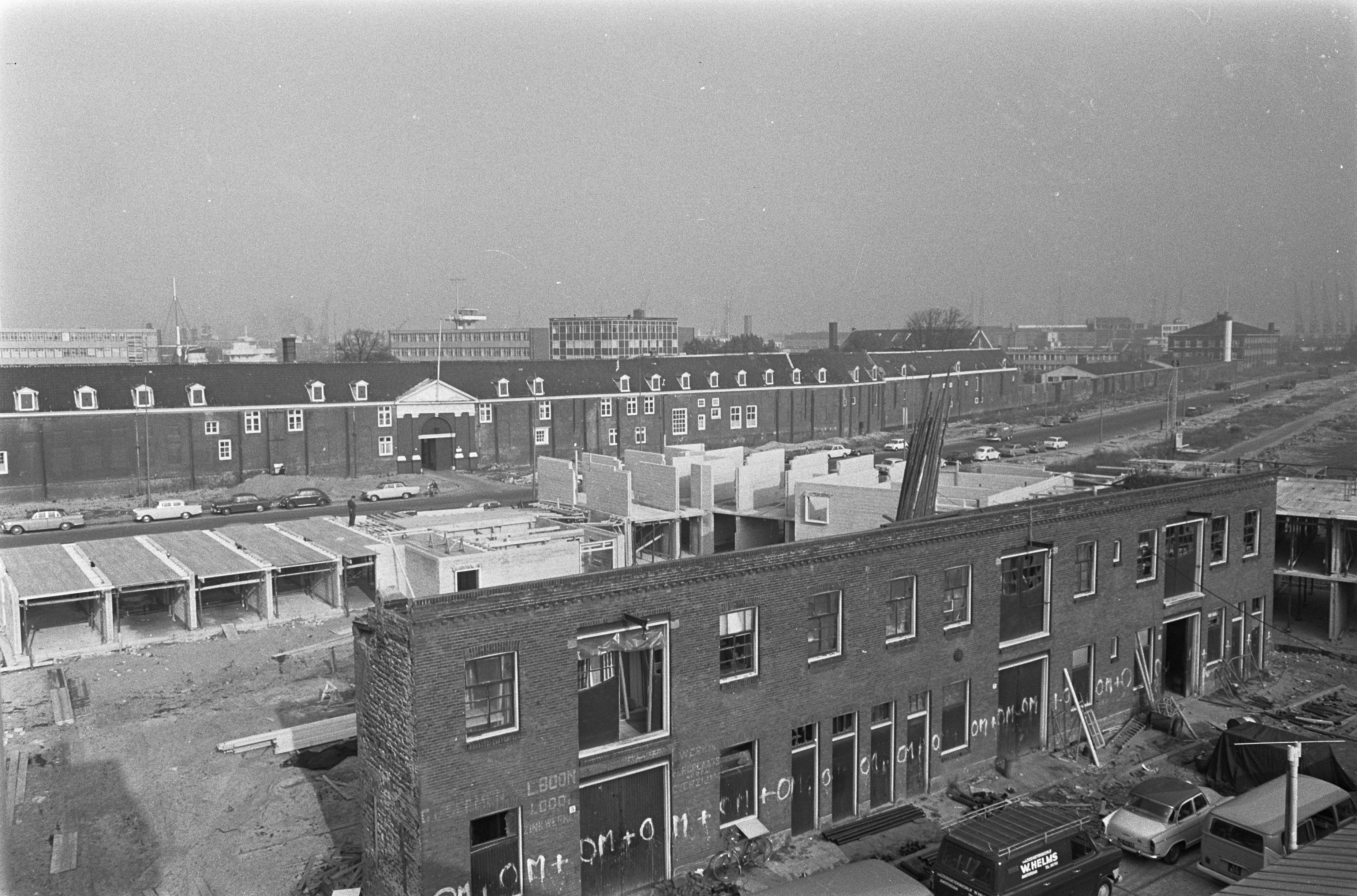
Sloop Kleine Kattenburgerstraat en bouw van studentencomplex Bijltjespad; daarachter het marine-etablissement (1968)
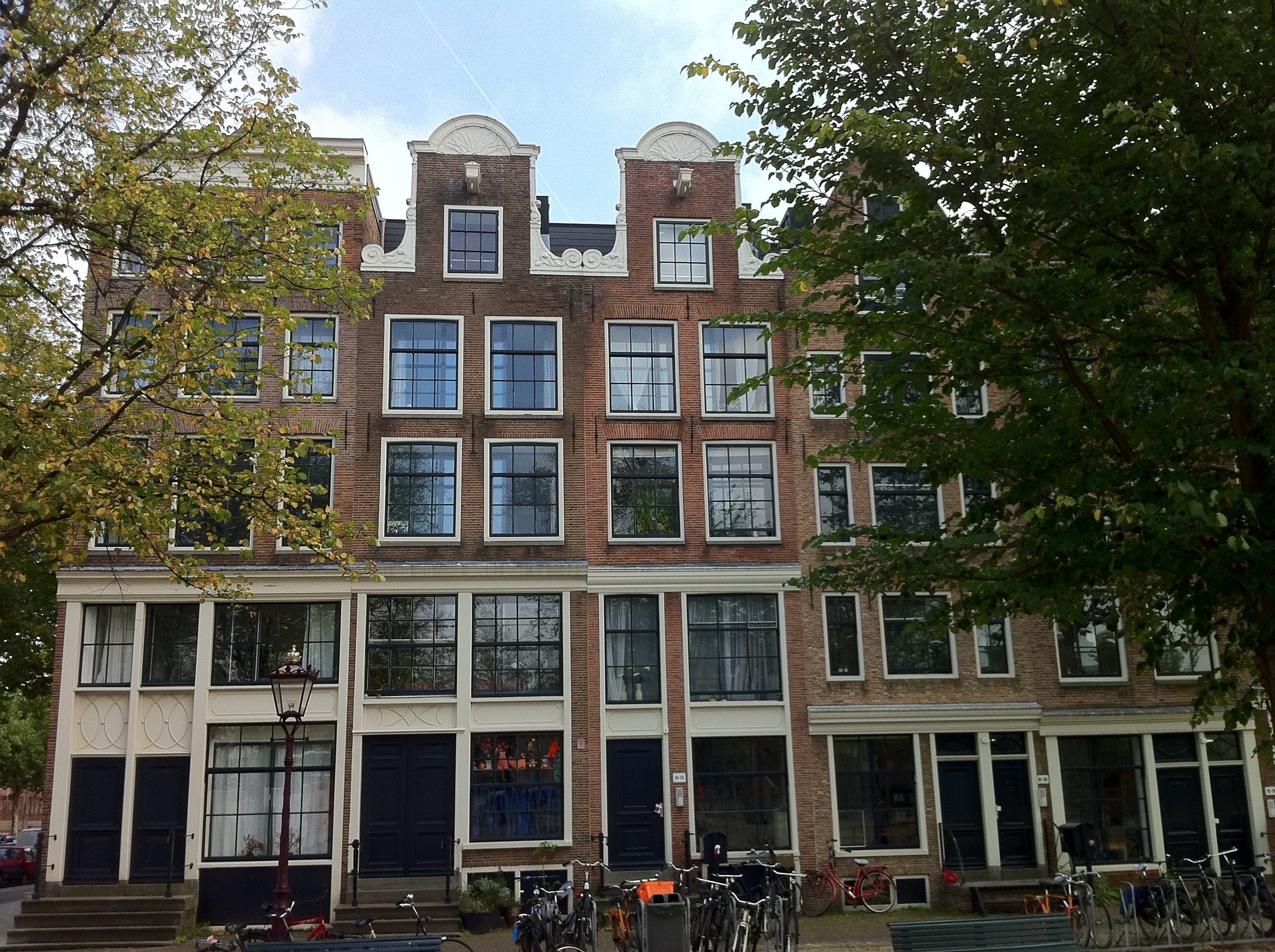
Gereconstrueerde historische gevelwand aan het Kattenburgerplein (2011)
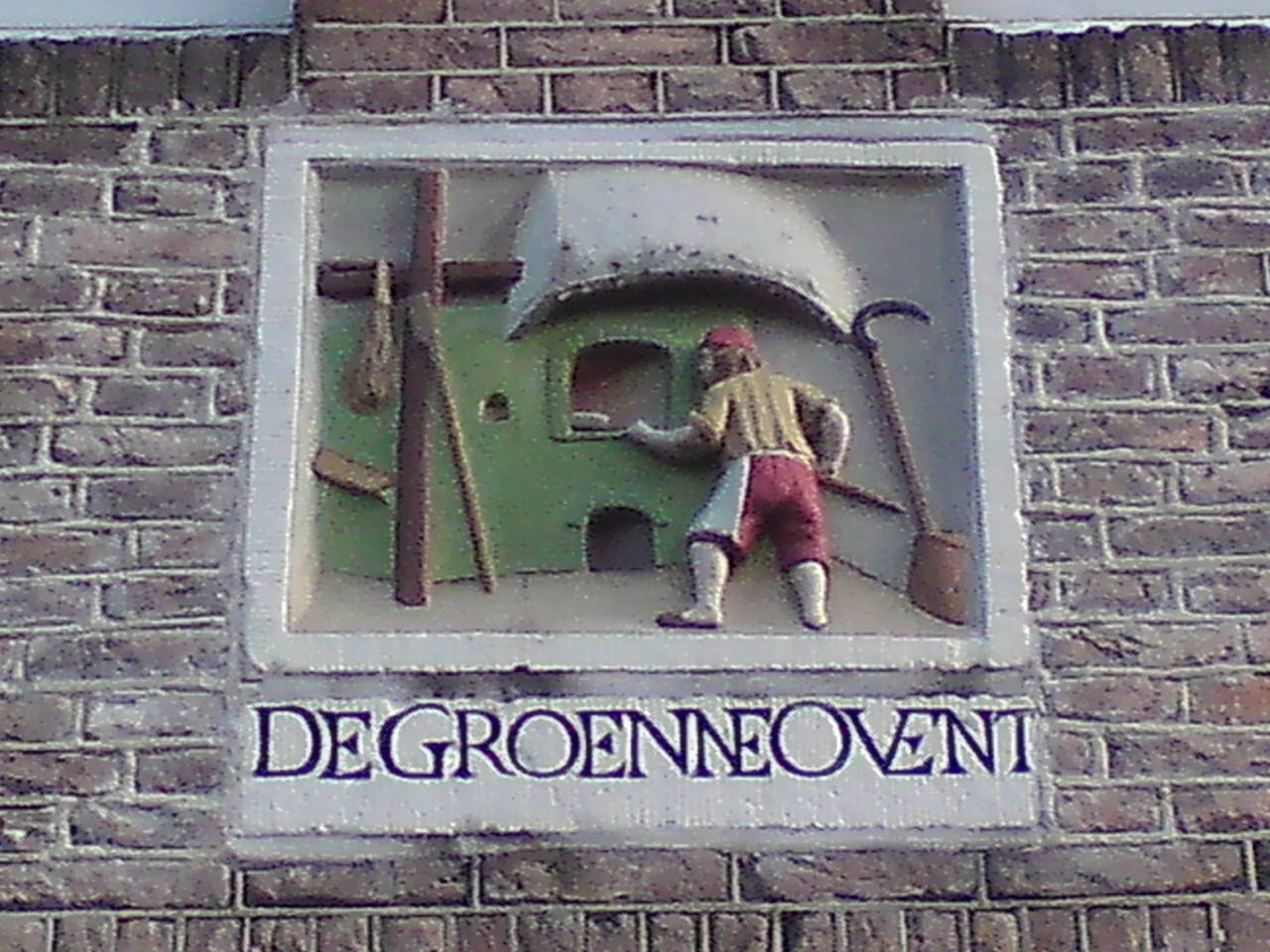
Herplaatste gevelsteen op Kattenburgerplein (2011)
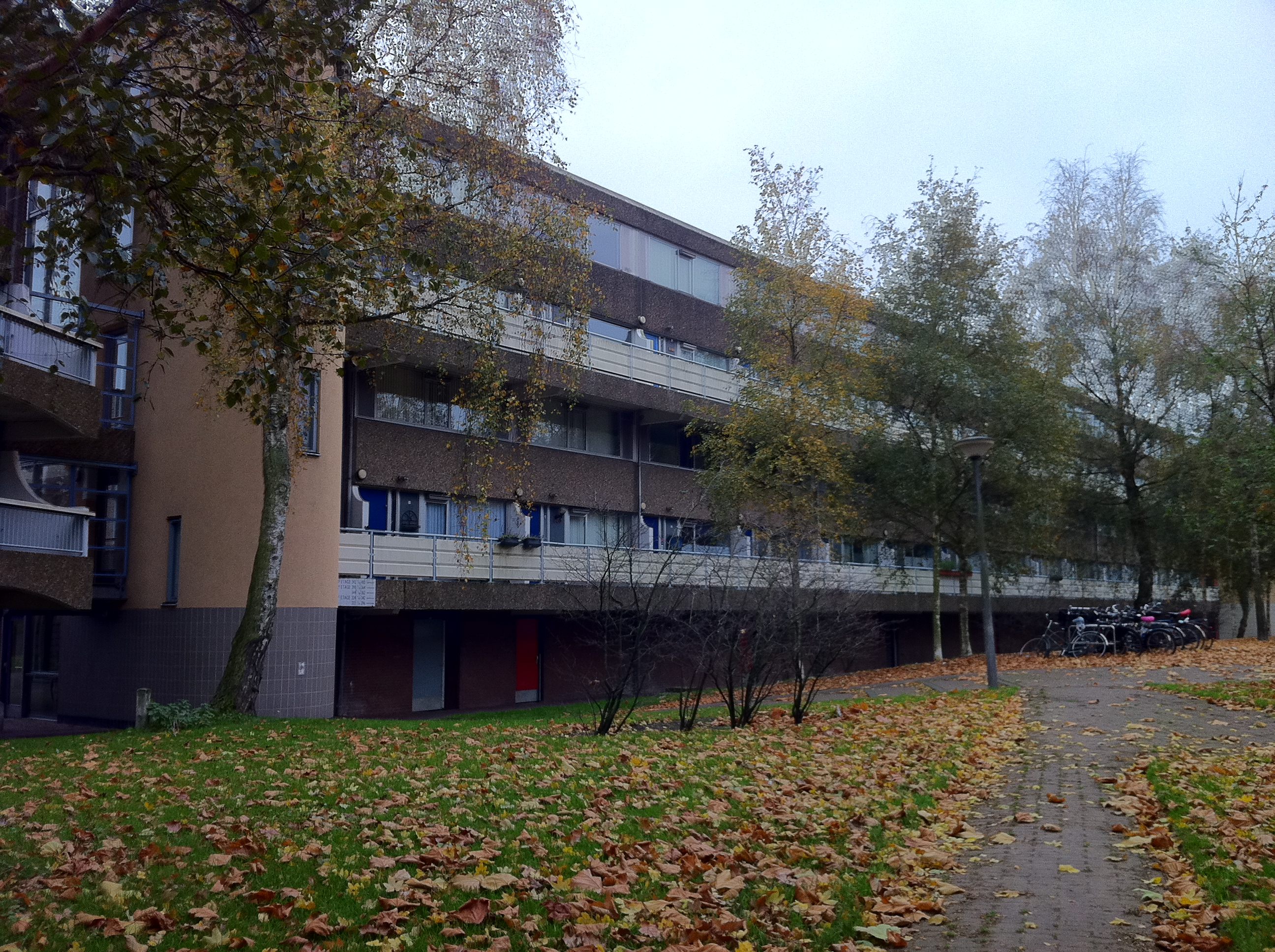
Nieuwbouw op Kattenburg, opgeleverd in 1976 (2011)
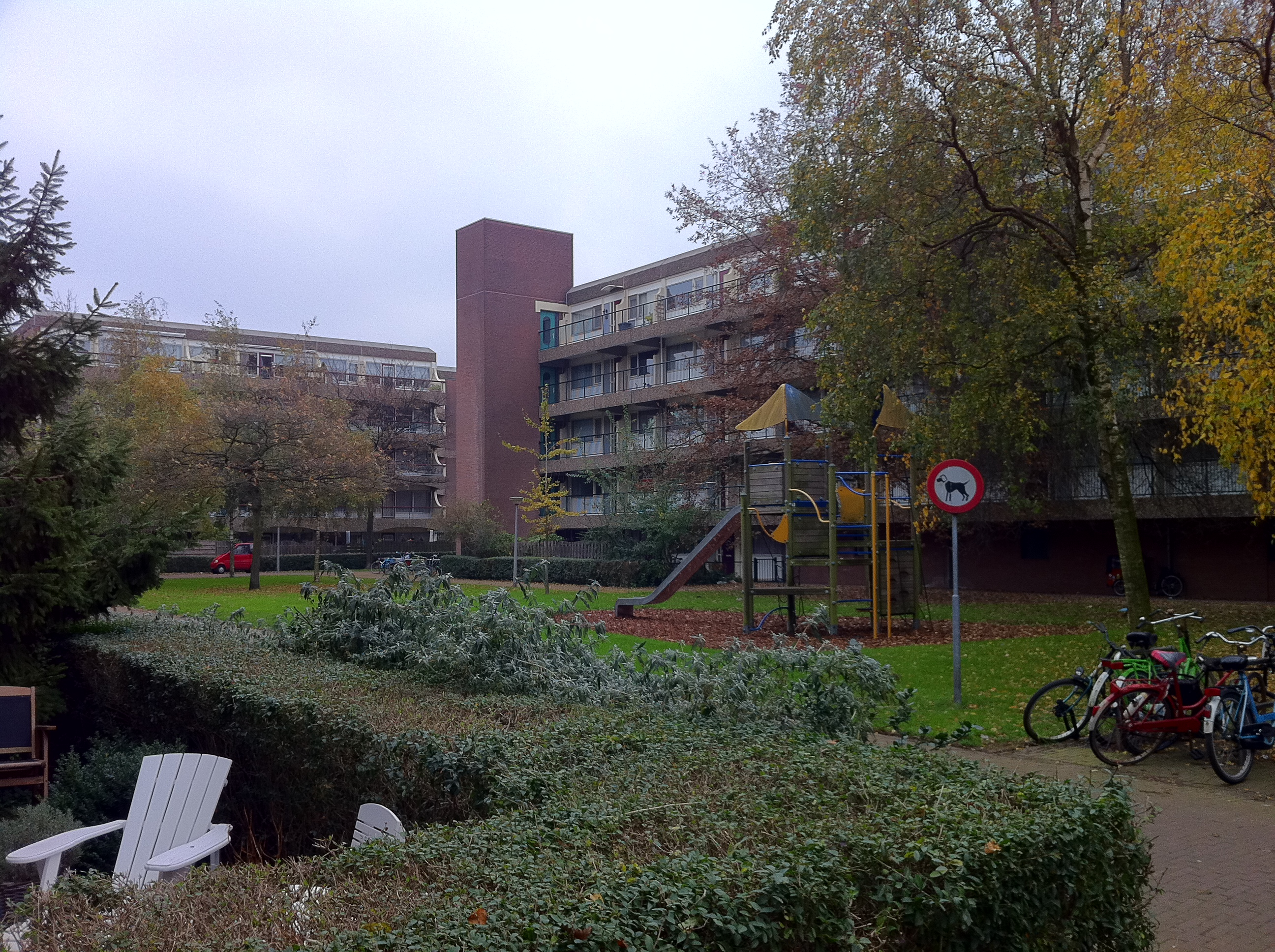
Een groen binnenterrein op Kattenburg (2011)
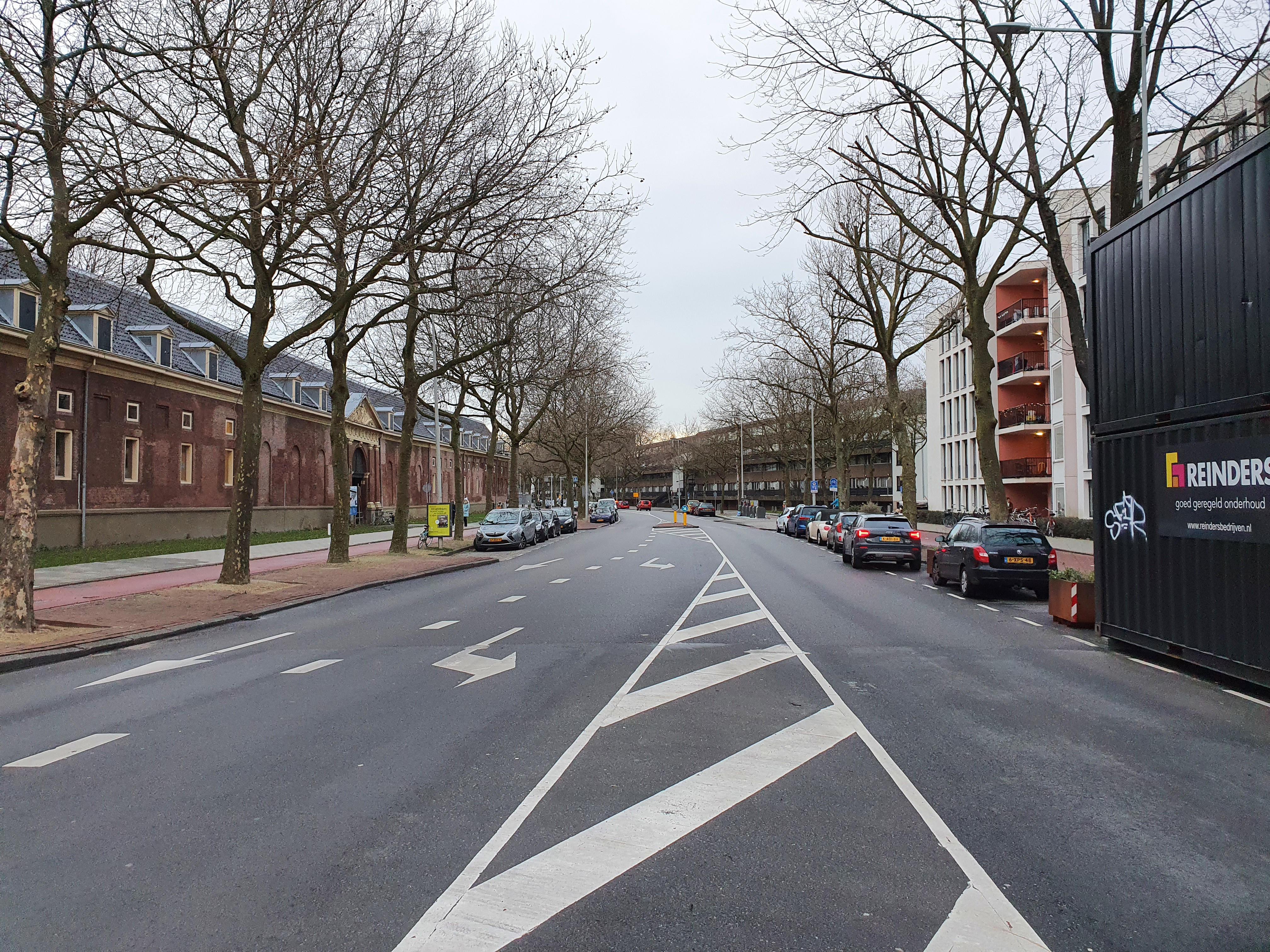
De brede Kattenburgerstraat (2021)